# 大江嘉言
大江嘉言（日语：／ Ōe no Yoshitoki，？—？）又稱弓削嘉言（日语：／ Yuge no Yoshitoki），是日本平安時代歌人，出自於大江氏，其和歌收錄於敕撰和歌集，初次收錄是《拾遺和歌集》，為中古三十六歌仙之一。

## 生平
嘉言之父是從五位下大隅守弓削仲宣，祖父是大江維明（大江維時之兄），曾祖父是大江千古。嘉言的家系由於是大江氏分支，因此其父以弓削氏為姓，長保5年12月28日（1004年1月22日）根據《外記補任》記載，嘉言改姓大江，推測其兄大江清言、大江正言和大江以言也在同時期改姓大江。另一方面，根據圖書寮藏古手抄本中古三十六人傳記載，嘉言在寬弘6年正月28日（1009年2月25日）出任但馬守時仍以弓削為姓，加上他也以弓削嘉言之名入選成書於寬弘2年和3年（1005年和1006年）左右的《拾遺和歌集》，因此堀部正二主張嘉言在其晚年才改姓為大江。
生卒日期方面，嘉言的出生日期不詳，死去日期方面根據圖書寮藏古手抄本中古三十六人傳記載是寬弘7年（1010年），《麗花集》也有同樣的註解，不過仍然缺乏實證。與此同時，根據內閣文庫本歌仙傳記載，但字旁註對字，反映嘉言在寬弘6年時出任的可能是對馬守，而且根據《能因集》第36首的詞書記載，他在擔任對馬守期間死去。
正曆3年12月19日（993年1月14日），嘉言成為文章生。長德2年（996年），長德之變爆發，藤原伊周被貶，根據嘉言收錄於《拾遺和歌集》內的和歌（新編國歌大觀編號350）記載，他當時有份隨行，然而此和歌同時以正言名義收錄於《詞花和歌集》（新編國歌大觀編號391），因此也有可能隨行的是正言。長保3年正月24日（1001年2月19日），嘉言就任為彈正少忠。寬弘2年4月18日（1005年5月28日），嘉言作為藤原隆家的使者造訪藤原實資，反映嘉言在長德之變後仍然出仕於中關白家。寬弘6年正月28日，他出任但馬守或對馬守，並且在任內死去，位階根據《敕撰作者部類》記載是六位。

## 和歌
| 敕撰和歌集           | 新編國歌大觀編號                                       |
| -------------------- | ------------------------------------------------------ |
| 拾遺和歌集           | 350、501、1031                                         |
| 後拾遺和歌集         | 53、62、145、197、449、476、572、610、1043、1202、1228 |
| 金葉和歌集（三奏本） | 264、265、313                                          |
| 詞花和歌集           | 104、108、144、155、302                                |
| 新古今和歌集         | 511、763、931、1544、1787                              |
| 續古今和歌集         | 862                                                    |
| 玉葉和歌集           | 709                                                    |
| 續後拾遺和歌集       | 624                                                    |
| 風雅和歌集           | 105、991                                               |
| 新千載和歌集         | 1512                                                   |
| 新續古今和歌集       | 669                                                    |

嘉言是中古三十六歌仙之一，總共有29首或33首和歌收錄於敕撰和歌集，其中《拾遺和歌集》第350首與《詞花和歌集》第391首為重複收錄且作者不同，後者是大江正言的作品，《後拾遺和歌集》第1228首是京都大學附屬圖書館藏小室三吉捐贈本、宮內廳書陵部藏鷹司城南館本、吉川家藏八代集本和鹿兒島大學藏玉里文庫宗仲庵手抄本卷一第23首的下一首，《金葉和歌集》三奏本的三首則分別與《詞花和歌集》第144首、第155首和《續後拾遺和歌集》第624首重複。
嘉言的歌風清新易明，並且受到《萬葉集》、《古今和歌集和《貫之集》的影響，部分作品帶有漢詩的元素，歌人方面也受到曾禰好忠和大中臣能宣的影響，歌風與藤原長能、源道濟等人相近，處於《拾遺和歌集》轉向至《後拾遺和歌集》的位置。嘉言的歌風也影響後來的能因、和歌六人黨、源經信和源俊賴等人。歌合方面，他的作品收錄於正曆4年5月5日（993年5月28日）舉辦的《東宮居貞親王帶刀陣歌合》、長保5年5月15日（1003年6月17日）的《左大臣道長歌合》、寬弘4年正月至寬弘5年2月（1007年和1008年）的《後十五番歌合》以及長承2年11月18日（1133年12月16日）的《相撲立詩歌合》。此外，他與藤原長能、源道濟和能因等歌人也有交流。
| 敕撰和歌集版本 | 後六六撰版本 | 新時代不同歌合版本 |
| -------------- | ------------ | ------------------ |
|                |              |                    |

這首和歌收錄於《後拾遺和歌集》卷第七「賀」，新編國歌大觀編號是449，詞書是「在三條院尚為東宮時於帶刀陣歌合中詠作」（三条院みこの宮とまうしける時帯刀陣のうたあはせによめる），家集的詞書是「以前祝賀」（いはひ、かつ）。此歌的意思是殿下的壽命就如千年一度的塵埃堆積成直入雲端高度的山峰般長久，出自於帶刀陣歌合，概念上與描述細石變為巨巖的《君之代》類同，不過更為誇張。此歌也收錄於《新撰朗詠集》、《帶刀陣歌合》、《相撲立詩歌合》、《和歌色葉》、《奧儀抄》、《古來風體抄》、《曾我物語》假名本、《寶物集》、《定家八代抄》和《大江廣貞注》（為相注）。此外，此歌作為謠曲也收錄於《辨內侍日記》。
首句中的可以指天皇或主君，作為今樣則廣泛指對方，是指一生或壽命。第二句和第三句的意思是千年一度的塵埃，這句受到《法華經》如來壽量品中的五百塵點劫的影響，在這裡指堆積。第四句和末句的意思是直至山峰直入雲端，意境與《古今和歌集假名序》中的「山泥可堆高山。和歌興起，猶如雲蒸霞蔚，粲然可觀。」相同，末句的意境也與《白氏文集》的「高山起微塵」相同。作為一首提到塵的和歌，此歌也是《梁塵秘抄》的卷頭歌，與標題中的「梁塵」呼應。

## 家集
嘉言的家集是《嘉言集》，又稱《大江嘉言集》，推測由嘉言在寬弘5年自行編撰而成，理由是他在寬弘6年赴任對馬守時，曾經在難波贈歌予能因，此歌雖然收錄於《能因集》內（新編國歌大觀編號33），但是《大江嘉言集》則未有收錄。家集沒有分類，也未經整理，收錄和歌均為嘉言的作品，詞書較短，題材涵蓋屏風歌等正式場合的和歌以至在美濃國、備中國、伊予國和筑紫等地創作的和歌，敕撰歌中有七首未有收錄。版本方面，家集分為彰考館文庫本系和京都大學國語學國文學研究室本系，兩種版本推測來自同一祖本，彼此互有校對的痕跡，順序相同的和歌也達180首以上，內容大同小異。
彰考館文庫系收錄有186首和歌，其中彰考館文庫本（書架編號巳部・八）是長24厘米，寬18厘米的大和綴，推測成書於近世中期，封面左上方是寫有「大江嘉言集」的外題，內題亦同，一面九行，和歌一首兩行書寫。內容方面，第19首、第27首和第56首推測增補自京都大學國語學國文學研究室本系，第22首、第42首、第50首、第55首和第78首等的補筆也推測源於京都大學國語學國文學研究室本系。
京都大學國語學國文學研究室本系收錄有184首和歌，其中京都大學國語學國文學研究室本（書架編號EP二）是「元良親王外十五家歌集」中的一冊，推測書寫於近世中期，與《藤原義孝集》綴合而成，為長27.3厘米，寬20厘米的袋綴，一面九行，和歌一行書寫，缺少彰考館文庫本第30首的下半句至第31首的上半句以及第112首，為此系統的特徵。京都女子大學附屬圖書館藏吉澤義則舊藏本（書架編號九一一・二〇八／〇）成書時期略晚於京都大學國語學國文學研究室本，同樣與《藤原義孝集》綴合而成，其他方面也大同小異 。
| 版本                                   | 翻刻本                          |
| -------------------------------------- | ------------------------------- |
| 彰考館文庫本                           | 私家集大成 中古Ⅰ 新編私家集大成 |
| 京都大學國語學國文學研究室本           | 女子大國文第65號                |
| 京都女子大學附屬圖書館藏吉澤義則舊藏本 | 新編國歌大觀 私家集編Ⅰ          |

## 註解
1. 1 2  六位指從六位上、下、正六位上或下[1]。
2. ↑  和歌六人黨分別是平棟仲（日语：平棟仲）、藤原經衡（日语：藤原経衡）、橘義清、源賴家（日语：源頼家 (摂津源氏)）、源兼長和源賴實（日语：源頼実）[10]。

## 外部連結
- . kotobank （日语）.
- . 國書數據庫 （日语）.